# Kamperfoelievouwmot
De kamperfoelievouwmot (Phyllonorycter emberizaepenella) is een vlinder uit de familie mineermotten (Gracillariidae). De wetenschappelijke naam is voor het eerst geldig gepubliceerd in 1834 door Bouche.
De soort komt voor in Europa.